# مشارع
مشارع یکی از روستاهای شهرستان خرمشهر در استان خوزستان است. این روستا در بخش مرکزی و در شمال شرقی شهرستان واقع شده‌است. مشارع در ارتفاع ۵ متری از سطح دریا، در ناحیه گرم و خشک دشت و در فاصله ۱۴ کیلومتری مرکز شهرستان قرار دارد.
بر اساس سرشماری سال ۱۳۸۵، جمعیت این روستا کمتر از ۳ خانوار اعلام شده‌است.